# Tijarafe

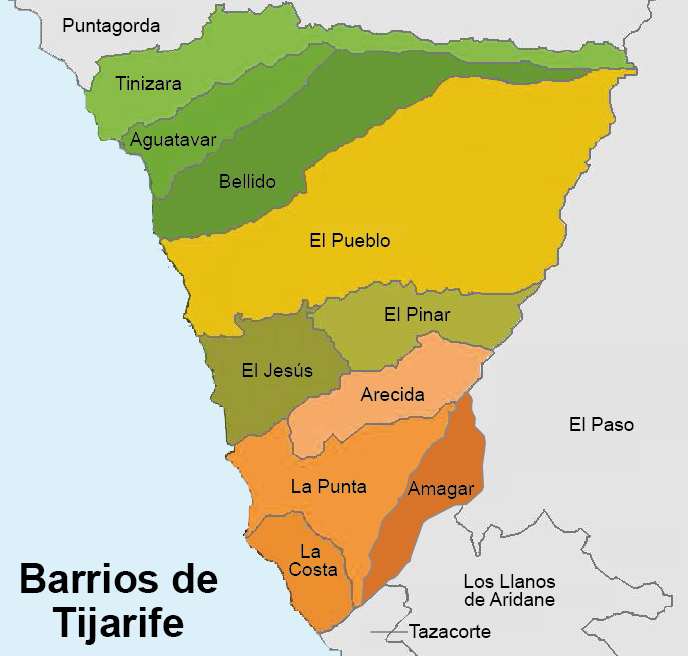

Tijarafe è un comune spagnolo di 2 730 abitanti situato nella comunità autonoma delle Canarie. Si trova nell'isola di La Palma.